# Љубиша Владушић
Љубиша Владушић (22. март 1955) је босанскохерцеговачки и српски економиста и универзитетски професор.Редовни је професор на Економском факултету Пале , гдје је у више мандата вршио функцију  декана. Бивши је вицегувернер Централне банке Босне и Херцеговинe и министар у Влади Републике Српске  .

## Биографија
Рођен у Сарајеву, гдје је завршио основну школу „Гаврило Принцип“ и гимназију „Браћа Рибар”. Дипломирао је на Економском факултету у Сарајеву 1978, са дипломском темом: „Улога и значај ММФ-а у земљама у развоју“. Постдипломске студије окончао је 2005. године на Економском факултету у Београду, гдје је одбранио магистарски рад под насловом: „Функција тражње новца“. 
Стиче звање доктора економије на Економском факултету Универзитета у Источном Сарајеву са дисертацијом: „Приватна штедња као фактор опоравка и економског раста у
постконфликтној БиХ“. Исте године биран је у звање доцента на Економском факултету УИС, те 2014. год. у звање професора, а у мају 2020.год. у звање редовног професора.
Током професионалне каријере обављао је различите послове и био на одговорним
функцијама. Од 1980. године радио је у сарајевском „Енергоинвесту” на пословима
финансија и интердисциплинарним истраживањима. 
У периоду од 1981. до 1983. Године професионално је обављао функције предсједника и комаданта акције у Савезу социјалистицке омладине. Од 1984. до 1992. Године био је директор РО Омладински центар – Дом младих Скендерија у Сарајеву .

## Награде и признања
-	Плакета Универзитета у Источном Сарајеву,
-	 Специјално  признање за најуспешнијег регионалног менаџера у образовању у избору Дирекције за избор најменаџераБиХ Југоисточне и Средње Европе
-	Носилац Повеље и Статуете “Капетан Миша
Анастасијевић” за квалитет и унапређење високошколског образовања у Републици
Српској и региону. 
-	Добитник је и специјалног признања: Октобарске споменице 1991, које
му је додијелила Асоцијација ствараоци Републике Српске 